# 미키 내각
미키 내각(일본어: 三木内閣)은  미키 다케오가 제66대 내각총리대신으로 임명되어, 1974년 12월 9일부터 1976년 9월 15일까지 존재한 일본의 내각이다.

## 개요
이전 내각이던 제2차 다나카 가쿠에이 내각 제2차 개조내각이 다나카 금맥 스캔들로 총사퇴한 후 소위 ‘시이나 재정’으로 미키가 자유민주당 총재가 되면서 내각을 성립한 것이 미키 내각이다. 혼슈 시코쿠 연락교 추진을 위한 현지 의원이 많이 입각해서 ‘하시 내각’(橋内閣, 다리 내각)이라고 불렸다.
미키 내각에서는 정치자금규정법의 개정 등을 시행했기 때문에 자유민주당 내에서의 반발을 불렀다. 게다가 1976년 2월에 록히드 사건이 발각됐을 당시에는 사건의 철저한 해명을 약속했다. 사건의 수사가 진행되자, 7월 27일에 다나카 가쿠에이가 체포됐다. 미키 내각은 사건의 해명에 의해 정계 정화를 도모하려고 했기 때문에 인기몰이와 내각 연명을 위해서 검찰을 이용해서 ‘다나카를 체포한 것인 아닌가’라는 의심을 받고 자유민주당 내부에서 반주류(다나카파, 오히라파, 후쿠다파, 후나다파, 미즈타파, 시이나파)에 의한 ‘미키 밀어내기’라고 불리는 격렬한 도각 운동이 일어났다.
미키 총리는 이 도각 운동에 대해 중의원 해산해서 대항하려고 한다. 그러나 해산조서 서명에 15명의 각료가 반대했기 때문에 각료의 대량 파면까지는 망설이다가 해산을 포기했다. 결국 내각 개조와 당 집행부의 교체가 이뤄지면서 일단 양자의 대립은 진정됐다.
미키 내각에서 실현된 법률은 정치자금규정법, 공직선거법의 개정 뿐이며 독점금지법 개정안도 중의원에서 가결시켰지만 참의원에서 이 법안이 폐기됐다. 1975년 7월 29일 정부·자유민주당 수뇌회의에서 독점금지법 개정안의 재제출은 보류됐 핵 확산 금지 조약 조기 비준, 총재공선제의 도입, 장애설계계획 등도 이뤄지지 못했다.
미키 내각 시대의 주요 사건은 다음과 같다.
1. 쇼와 천황·고준 황후의 미국 방문(1975년)
2. 제1회 주요국 정상회의(프랑스 랑부예)에 참가
3. 공공기업체 등 노동조합협의회에 의한 파업 강행

## 각료
- 내각총리대신 - 미키 다케오
- 국무대신(부총리), 경제기획청 장관 - 후쿠다 다케오
- 법무대신 - 이나바 오사무
- 외무대신 - 미야자와 기이치
- 대장대신 - 오히라 마사요시
- 문부대신 - 나가이 미치오(비 국회의원)
- 후생대신 - 다나카 마사미
- 농림대신 - 아베 신타로
- 통상산업대신 - 고모토 도시오
- 운수대신 - 기무라 무쓰오(참의원 의원)
- 우정대신 - 무라카미 이사무
- 노동대신 - 하세가와 다카시
- 건설대신 - 가리야 다다오 / 미키 다케오(임시 대리, 1976년 1월 15일 ~ ) / 다케시타 노보루(1976년 1월 19일 ~ )
- 자치대신, 국가공안위원회 위원장, 홋카이도 개발청 장관 - 후쿠다 하지메
- 내각관방장관 - 이데 이치타로
- 총리부 총무장관, 오키나와 개발청 장관 - 우에키 미쓰노리
- 행정관리청 장관 - 마쓰자와 유조
- 방위청 장관 - 사카타 미치타
- 과학기술청 장관 - 사사키 요시타케
- 환경청 장관 - 오자와 다쓰오
- 국토청 장관 - 가네마루 신
  - 내각법제국 장관 - 요시쿠니 이치로 / 사나다 히데오(1976년 5월 25일 ~ )
  - 내각관방부장관(정무) - 가이후 도시키
  - 내각관방부장관(사무) - 가와시마 히로모리 / 우메모토 요시마사(1976년 11월 15일 ~ )
  - 총리부 총무부장관(정무) - 마쓰모토 주로(1974년 12월 12일 ~ ) / 모리 요시로(1975년 12월 26일 ~ )
  - 총리부 총무부장관(사무) - 미나카와 미치오

### 보충 설명
후쿠다 다케오는 내각 조성 때 이른바 부총리로서 지명을 받았었고 인증관 임명식 및 관보 게재 사령에서의 국무대신으로서의 서열도 필두로 돼 있다.

## 정무 차관
- 법무 정무 차관

마쓰나가 히카루 / 나카야마 도시오(1975년 12월 26일 ~ )
- 외무 정무 차관

하타노 주분 / 시오자키 준(1975년 12월 26일 ~ )
- 대장 정무 차관

모리 요시히데( ~ 1974년 12월 12일) / 가라사와 슌지로(1975년 12월 26일 ~ )
가지키 마타조( ~ 1974년 12월 12일) / 호소카와 모리히로(1975년 12월 26일 ~ )
- 문부 정무 차관

야마자키 헤이하치로 / 가사오카 다카시(1975년 12월 26일 ~ )
- 후생 정무 차관

야마시타 도쿠오 / 가와노베 시즈(1975년 12월 26일 ~ )
- 농림 정무 차관

에토 다카미 / 하마다 고이치(1975년 12월 26일 ~ )
시바타테 요시후미( ~ 1975년 8월 5일) / 가와모토 가쿠조(1975년 8월 22일 ~ ) / 하야시 유(1975년 12월 26일 ~ )
- 통상 산업 정무 차관

와타나베 고조·시마사키 히토시 / 와타누키 다미스케·구로즈미 다다유키(1975년 12월 26일 ~ )
- 운수 정무 차관

오코노기 히코사부로 / 사토 모리요시(1975년 12월 26일 ~ )
- 우정 정무 차관

이나무라 도시유키 / 하타 쓰토무(1975년 12월 26일 ~ )
- 노동 정무 차관

나카야마 마사아키 / 이시이 하지메(1975년 12월 26일 ~ )
- 건설 정무 차관

나카무라 고카이 / 무라타 게이지로(1975년 12월 26일 ~ )
- 자치 정무 차관

사토 메구무 / 오쿠다 게이와(1975년 12월 26일 ~ )
- 행정 관리 정무 차관

아베 요시모토 / 곤도 데쓰오(1975년 12월 26일 ~ )
- 홋카이도 개발 정무 차관

시무라 아이코 / 데라시타 이와조(1975년 12월 26일 ~ )
- 방위 정무 차관

다나베 시로 / 가토 요조(1975년 12월 26일 ~ )
- 경제 기획 정무 차관

야스다 기로쿠 / 하야시 요시로(1975년 12월 26일 ~ )
- 과학 기술 정무 차관

가타야마 마사히데 / 오자와 이치로(1975년 12월 26일 ~ )
- 환경 정무 차관

하시모토 시게조 / 오치 이헤이(1975년 12월 26일 ~ )
- 오키나와 개발 정무 차관

고쿠바 고쇼 / 마쓰오카 가쓰요시(다테카와 단시, 1975년 12월 26일 ~ 1976년 1월 30일) / 나카무라 데이지(1976년 1월 30일 ~ )
- 국토 정무 차관

사이토 시게요시 / 노나카 에이지(1975년 12월 26일 ~ )

## 참고 문헌
- 하타 이쿠히코 편 《일본 관료제 종합 사전 : 1868 ~ 2000》(도쿄 대학 출판회, 2001년)